# Józef Oriol
Józef Oriol, kat. Josep Oriol Bogunyà, również Thaumaturgus z Barcelony (ur. 23 listopada 1650 w Barcelonie, zm. 23 marca 1702 tamże) – kataloński kapłan, święty Kościoła katolickiego.
Został beatyfikowany 21 września 1806 roku przez Piusa VII, a kanonizowany 20 maja 1909 roku przez Piusa X.
Jego wspomnienie liturgiczne obchodzone jest w dzienną pamiątkę śmierci.